# Аэлла (амазонка)
Аэ́лла (др.-греч. Ἀελλη) или Элла — в греческой мифологии одна из амазонок, которая была убита Гераклом.
Её имя означало Буря за быстроту и стремительность в битве. Геракл и его товарищи прибыли в Темискиру, чтобы добыть пояс царицы Ипполиты. Ипполита (по одной версии) согласилась отдать пояс, но Гера, которая приняла образ амазонки, сказала амазонкам, что царицу хотят похитить и амазонки атаковали греков.
Аэлла первая вступила в поединок с Гераклом, но тот отразил её атаки, а затем она была им убита при попытке спастись бегством.